# Lautrec

Lautrec este o comună în departamentul Tarn din sudul Franței. În 2009 avea o populație de 1.739 de locuitori.

## Evoluția populației
| An        | 1975  | 1982  | 1990  | 1999  | 2006  | 2009  |
| --------- | ----- | ----- | ----- | ----- | ----- | ----- |
| Populație | 1.316 | 1.503 | 1.527 | 1.554 | 1.700 | 1.739 |